# Stara Fužina
Stara Fužina is een plaats in Slovenië en maakt deel uit van de gemeente Bohinj in de NUTS-3-regio Gorenjska. De plaats telde 565 inwoners op 1 januari 2020.
Het ligt ten oosten van het meer van Bohinj dicht bij Ribčev Laz.